# Åseral
Åseral is een gemeente in het binnenland van de Noorse provincie Agder. De gemeente telde 914 inwoners op 1 april 2013. Het bestuur zetelt in Kyrkjebygda.
Åseral werd in 1837 een zelfstandige gemeente. Het behoorde toen nog tot de provincie Aust-Agder, In 1880 werd het bij Vest-Agder gevoegd. Åseral grenst aan de gemeentes Hægebostad en Kvinesdal in het westen, aan Evje og Hornnes en Bygland in het noorden en oosten en aan Lyngdal in het zuiden.
Land- en bosbouw zijn de belangrijkste bronnen van inkomsten voor de inwoners, waterkracht voor de gemeente. In Åseral zijn meerdere waterkrachtcentrales met een totale productie van 1 522GWh per jaar.
Åseral kommune heeft een aantal faciliteiten, te weten een kleuterschool (Åseral barnehage), een school (Kyrkjebygd skule, 1. t/m 10. klas), een multifunctioneel gemeenschapshuis met zwembad, bibliotheek, jongerencentrum, sportzaal, krachtruimte en filmzaal, een supermarkt, verschillende huttenvelden, 3 ski-centra (Bortelid, Ljosland en Eikerapen), een schietbaan, een skibaan en aangelegde visstekken. Verder is er een brandweerkazerne (onbemand maar met vrijwilligers constant op wacht), een goed uitgerust medisch centrum met artsen, verpleegkundigen, vroedvrouw en "helsesøster" (verpleegkundige met extra opleiding in voorlichting, vaccinering e.d.), standplaats van de regionale ambulancedienst en een "lensmanskontor" (politiekantoor).
Er zijn verschillende bedrijven in Åseral, maar de meeste zijn klein (eenmansbedrijven of slechts enkele werknemers). Er zijn 2 loodgieterfirma's, 1 elektricienfirma, een grote bouwonderneming (Eco Bygg, dochteronderneming van Kruse Smith, gespecialiseerd in betonwerk en houten bruggen) en verschillende kleine bouwondernemingen die zich voornamelijk richten op de bouw van vakantiehuizen en andere kleine gebouwen. Er is ook een sociale werkplaats met werknemers uit zowel Åseral als Audnedal. Verder zijn er veeteeltbedrijven met koeien en schapen.

## Plaatsen in de gemeente
- Kyrkjebygda
- Ljosland

## Foto's

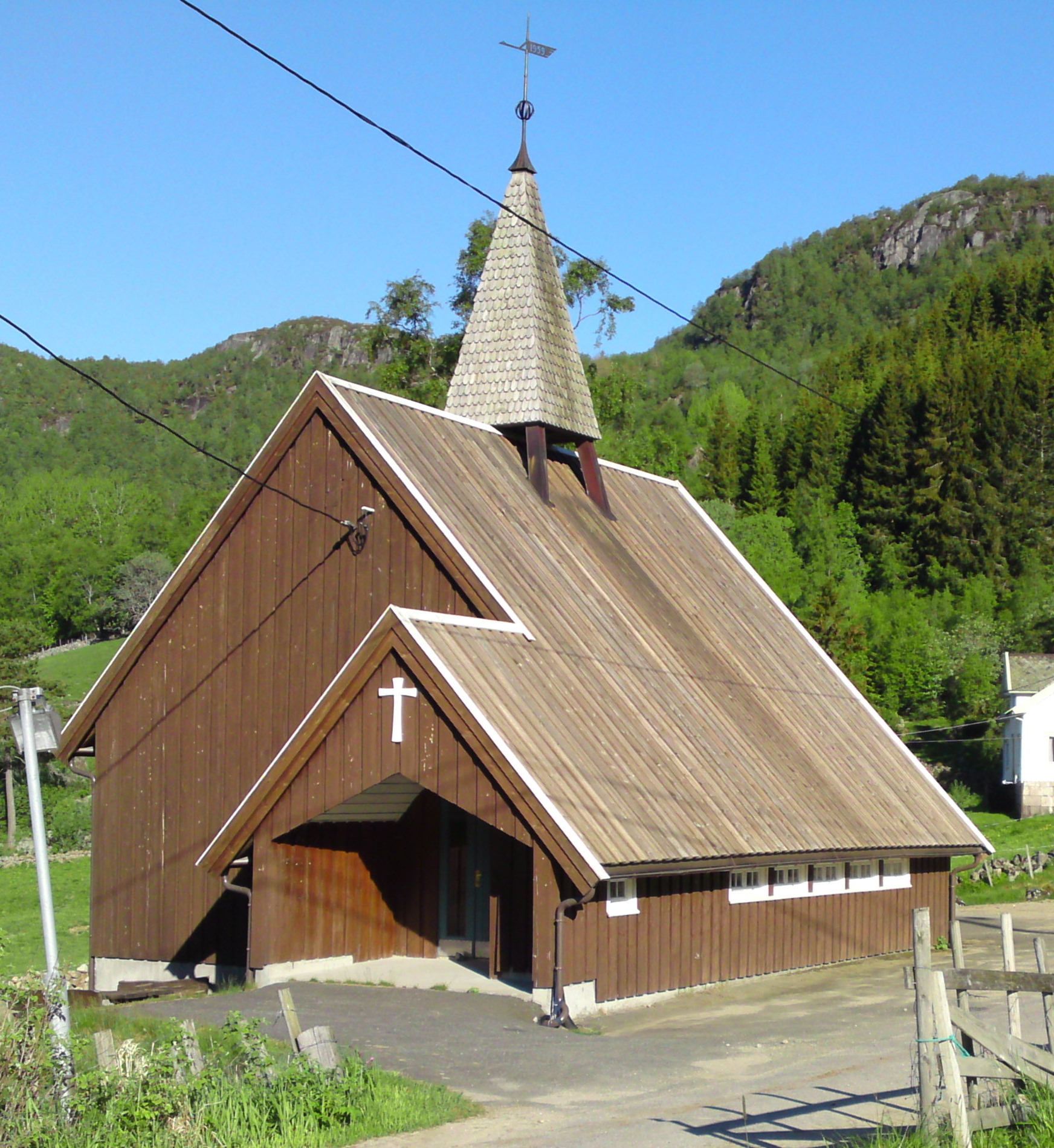
Kapel in Ljosland
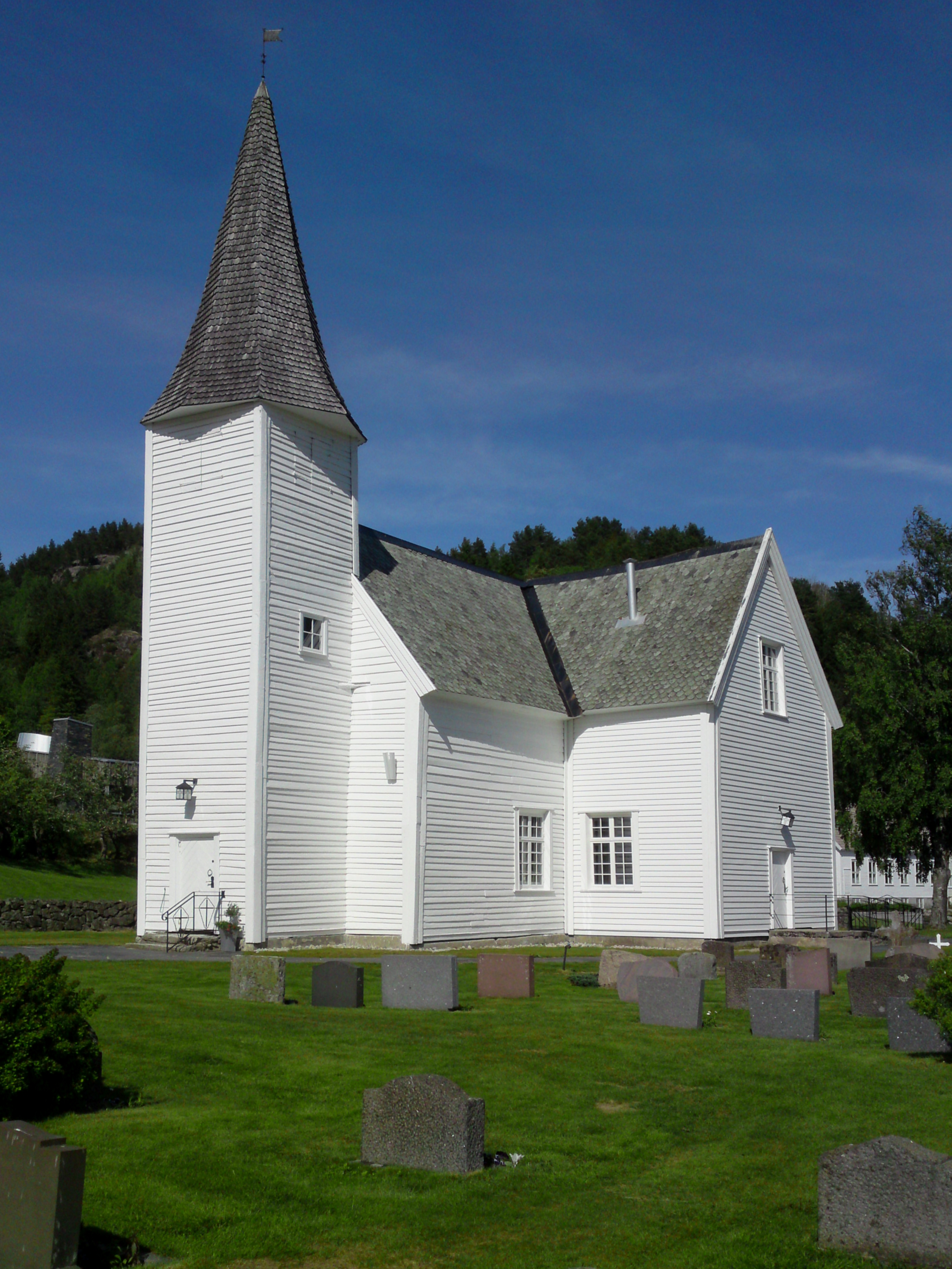
Kerk van Åseral
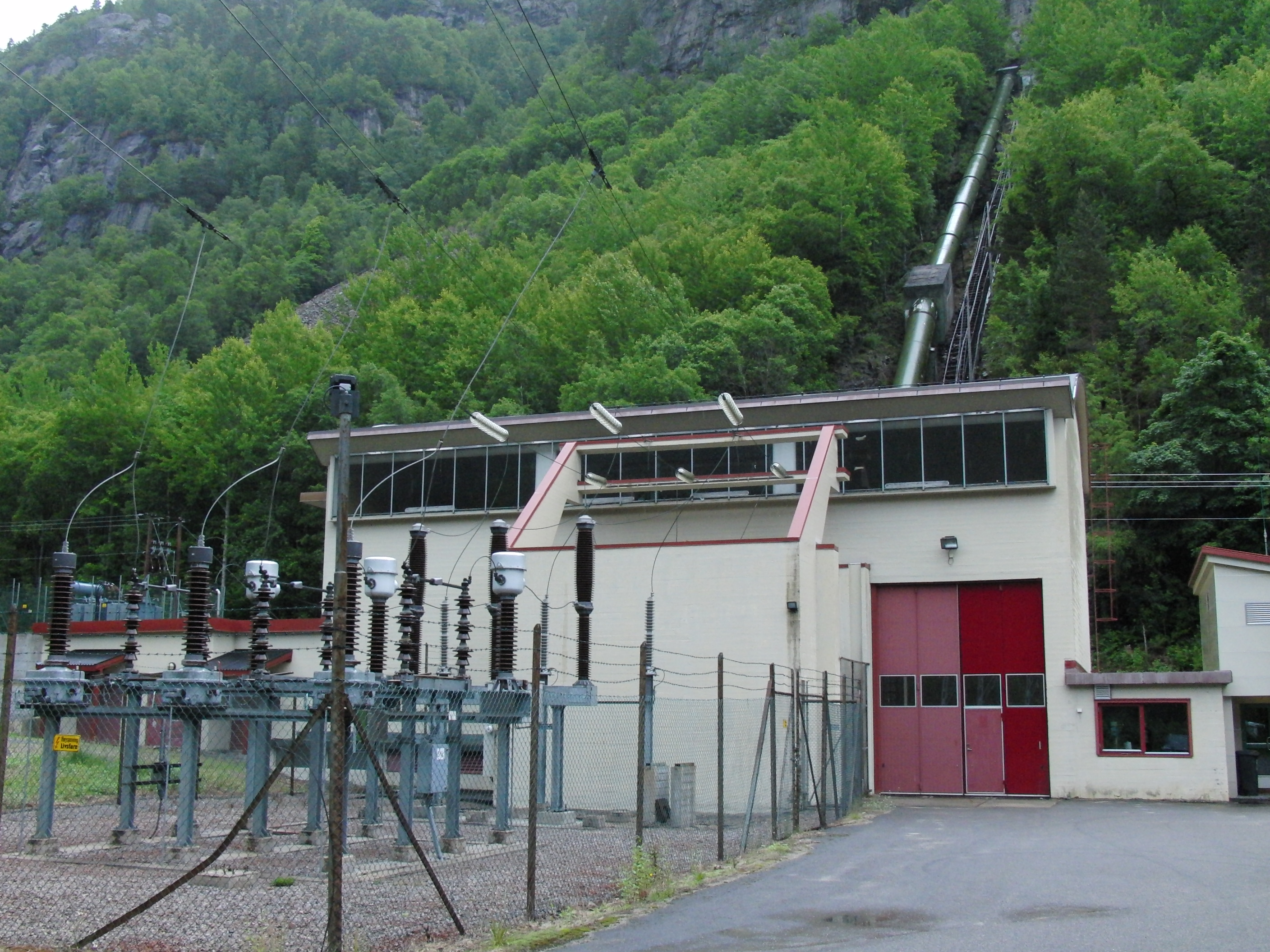
Waterkrachtcentrale Logna